# Ewald Bach

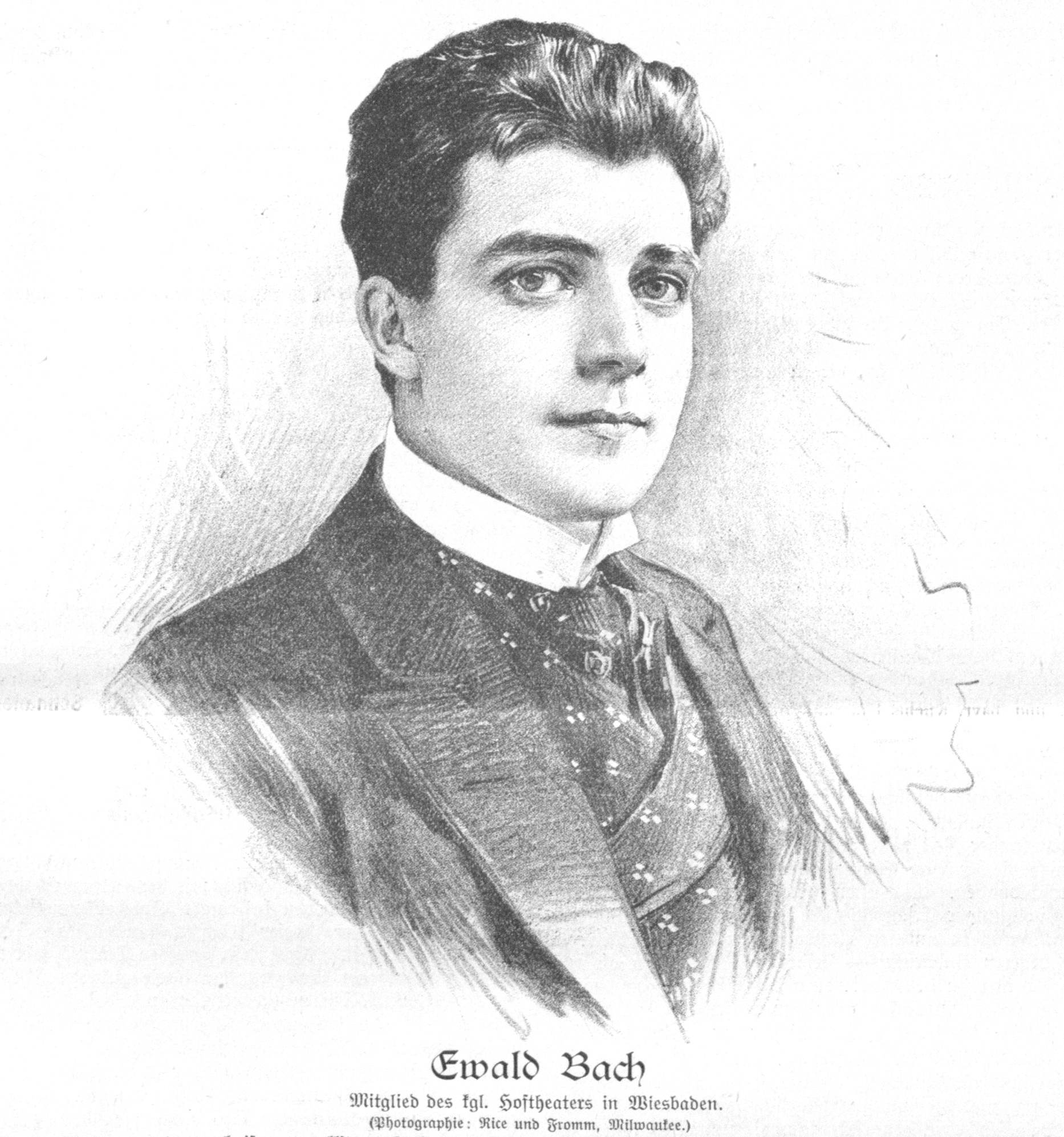
Ewald Bach im Jahre 1902

Ewald Bach (* 30. Dezember 1871 in Elberfeld; † 16. oder 17. April 1920 in Bonn) war ein deutscher Theater- und Stummfilmschauspieler.

## Leben
Bach, Sohn eines Kaufmanns, war zuerst in einem Geschäft in Düsseldorf tätig. Dort sah er zum ersten Mal die Meininger, deren Kunst ihn derartig begeisterte, dass er den Entschluss fasste, Schauspieler zu werden.
Nachdem er Sprechübungen gemacht und einige Rollen studiert hatte, nahm er Unterricht beim Schauspieler Alfred Einicke (damals erster Held und Bonvivant am Düsseldorfer Stadttheater). Sein erstes Engagement fand Bach in Ulm, kam dann nach Stettin, Halle und wurde an das neueröffnete Schillertheater engagiert, wo er als „Kosinsky“ auftrat und mit dieser Rolle wie mit der des „Menonit“ vielen Erfolg hatte.
1894 begab er sich nach Amerika, wo er sieben Jahre weilte, zuletzt an den vereinigten Theatern Milwaukee-Chicago, bis er 1901 in den Verband des Wiesbadener Hoftheaters trat.
Über seinen Lebensweg nach 1902 ist wenig bekannt. 1918 und 1919 taucht er in zwei Stummfilmen auf. Bach, der mit der Berufskollegin Elvira Clemens verheiratet gewesen war, starb 1920 nach langer schwerer Krankheit.

## Filmografie
- 1918: Flimmersterne
- 1919: Malaria